# Eptakómi
Eptakómi är en ort i Cypern.   Den ligger i distriktet Eparchía Ammochóstou, i den nordöstra delen av landet, 70 km öster om huvudstaden Nicosia. Eptakómi ligger 152 meter över havet och antalet invånare är 860. Den ligger på ön Cypern.
Terrängen runt Eptakómi är platt österut, men åt sydväst är den kuperad. Havet är nära Eptakómi åt nordväst. Trakten runt Eptakómi är ganska glesbefolkad, med 25 invånare per kvadratkilometer. Närmaste större samhälle är Aigialoúsa, 17,3 km nordost om Eptakómi. Trakten runt Eptakómi består till största delen av jordbruksmark.
Stäppklimat råder i trakten. Årsmedeltemperaturen i trakten är 22 °C. Den varmaste månaden är juli, då medeltemperaturen är 32 °C, och den kallaste är januari, med 11 °C. Genomsnittlig årsnederbörd är 421 millimeter. Den regnigaste månaden är januari, med i genomsnitt 93 mm nederbörd, och den torraste är augusti, med 1 mm nederbörd.